# ФК Борац Козарска Дубица
ФК Борац је фудбалски клуб из Козарске Дубице.

## Историја
Клуб је основан 1936. године.

## Резултати
- Прва лига Републике Српске у фудбалу 1996/97.‎ — Запад (10. мјесто)
- Куп Републике Српске у фудбалу 2001/02. (осмина финала)
- Куп Републике Српске у фудбалу 2003/04. (шеснестина финала)
- Куп Републике Српске у фудбалу 2010/11. (шеснестина финала)
- Подручна лига Републике Српске у фудбалу — Приједор 2010/11. (1. мјесто)
- Регионална лига Републике Српске — Запад 2018/19. (1. мјесто)
- Друга лига Републике Српске — Запад 2019/20. (1. мјесто)

## Познати бивши играчи
- Владо Котур